# Gabriela Sabatini
Gabriela Beatriz Sabatini (* 16. května 1970 Buenos Aires) je bývalá argentinská profesionální tenistka italského původu. Na grandslamu vyhrála dvouhru US Open 1990 a čtyřhru na Australian Open, US Open i ve  Wimbledonu. Vybojovala také stříbrnou medaili ve dvouhře soulské olympiády 1988. Vyhrála dvacet sedm singlových turnajů na okruhu WTA Tour.
V roce 2006 byla uvedena do Mezinárodní tenisové síně slávy.
Patřila mezi nejpůvabnější tenistky a propůjčila své jméno známé značce parfémů.